# Iuventa (Schiff)
Die Iuventa ist ein 1962 gebautes, ehemaliges Fischereifahrzeug. Von 2016 bis 2017 war sie auf dem Mittelmeer zur Seenotrettung flüchtender Menschen im Einsatz.

## Geschichte
Das Schiff wurde unter der Baunummer 279 auf der Werft Scheepswerf Vooruit in Zaandam gebaut. Es kam als Maria in Fahrt (Fischereikennzeichen: KW 202). Spätere Namen waren ab 1969 Waterman II und ab 1971 Jonas (Fischereikennzeichen: HD 202).
1990 wurde das bis dahin für die Fischerei genutzte Schiff verkauft und zu einem Offshore-Sicherungs- und Unterstützungsschiff umgebaut. Das in Telco Suez umbenannte Schiff wurde beim Bau von Offshore-Windparks genutzt. Ende 2001 wurde es weiterverkauft und in Alk Explorer umbenannt.
2016 kam das Schiff zur Organisation Jugend Rettet, die es im Juni des Jahres von den Emder Werft- und Dockbetrieben für die Zwecke der Seenotrettung umbauen ließ. Danach operierte es im Mittelmeer für die Aufnahme schiffbrüchiger Flüchtlinge. Im April 2017 geriet das Schiff während eines Rettungseinsatzes durch schlechtes Wetter selbst in Not. An Bord befanden sich rund 400 zuvor aus Seenot gerettete Flüchtlinge, die an die VOS Hestia übergeben wurden.
Im August 2017 wurde die Iuventa unter der Führung von Pia Klemp im Hafen von Lampedusa von den italienischen Behörden festgesetzt. Der Organisation Jugend Rettet wurde vorgeworfen, mit Schleppern zusammengearbeitet zu haben. Einem 650 Seiten umfassenden Bericht italienischer Ermittler zufolge soll die Besatzung der Iuventa mit libyschen Menschenhändlern kooperiert haben, berichtet Focus im Oktober 2023. Der Besatzung wird in dem Ermittlungsbericht vorgeworfen, mit Schleppern kooperiert und wenige Kilometer vor der nordafrikanischen Küste gezielt Migranten aus Schlepperbooten übernommen zu haben – ohne, dass Seenot vorlag. Forensic Architecture hatte zuvor bereits eine dreidimensionale Simulation auf der Basis früher veröffentlichter staatsanwaltschaftlicher Dokumente und allgemein zugänglicher Informationen geschaffen, die die Vorwürfe entkräften soll. Die Dokumentation wurde 2018 auf der Manifesta 12 in Palermo als Juventa Case gezeigt, um „jenseits der Fernsehbilder und Gerichtssäle eine Gegenöffentlichkeit herzustellen“.
Im Juni 2018 gab die italienische Staatsanwaltschaft bekannt, dass sie ihre Ermittlungen auf 24 Personen ausweitet, unter ihnen zehn ehemalige Besatzungsmitglieder der Iuventa.
Im Juli 2018 wurde mit Iuventa ein Kino-Dokumentarfilm über das Schiff und seine Missionen veröffentlicht.
Am 10. Mai 2019 wurde die Crew der Iuventa mit dem mit 50'000 Schweizer Franken dotierten Paul Grüninger Preis für die Rettung von 14.000 Menschen im Mittelmeer ausgezeichnet.
Am 29. Mai 2019 erzählte die Kapitänin Pia Klemp in einer 15-minütigen Sondersendung von Joko und Klaas über ihre Erfahrungen und Eindrücke auf dem Mittelmeer. Unter anderem berichtete sie von einer jungen Mutter, deren verstorbenes Kind in einer Kühltruhe lagern musste, da der Iuventa das Anlegen (auch noch bei einer möglichen Rettung des Kindes) in einem sicheren Hafen verwehrt wurde.
2020 erhielten die zehn Besatzungsmitglieder der Iuventa, gegen die die italienische Justiz ermittelt, den Amnesty International Menschenrechtspreis. Amnesty International fordert von der italienischen Staatsanwaltschaft, das Verfahren einzustellen, da der Einsatz durch das internationale Seerecht gedeckt gewesen sein soll.
Anfang März 2021 wurde bekannt, dass die Ermittlungen abgeschlossen sind und es zu einer Anklage kommen soll. Am 21. Mai 2022 wurde vor Gericht in Trapani verhandelt, ob es zu einem Prozess kommt. Im April stellte das Gericht das Strafverfahren auf Antrag der Staatsanwaltschaft ein. Die Iuventa-Crew forderte danach in einer Stellungnahme, die staatliche Kriminalisierung der Seenotrettung zu beenden.
Am 19. April 2024 wurde die Besatzung freigesprochen.